# ダルエスサラーム大学

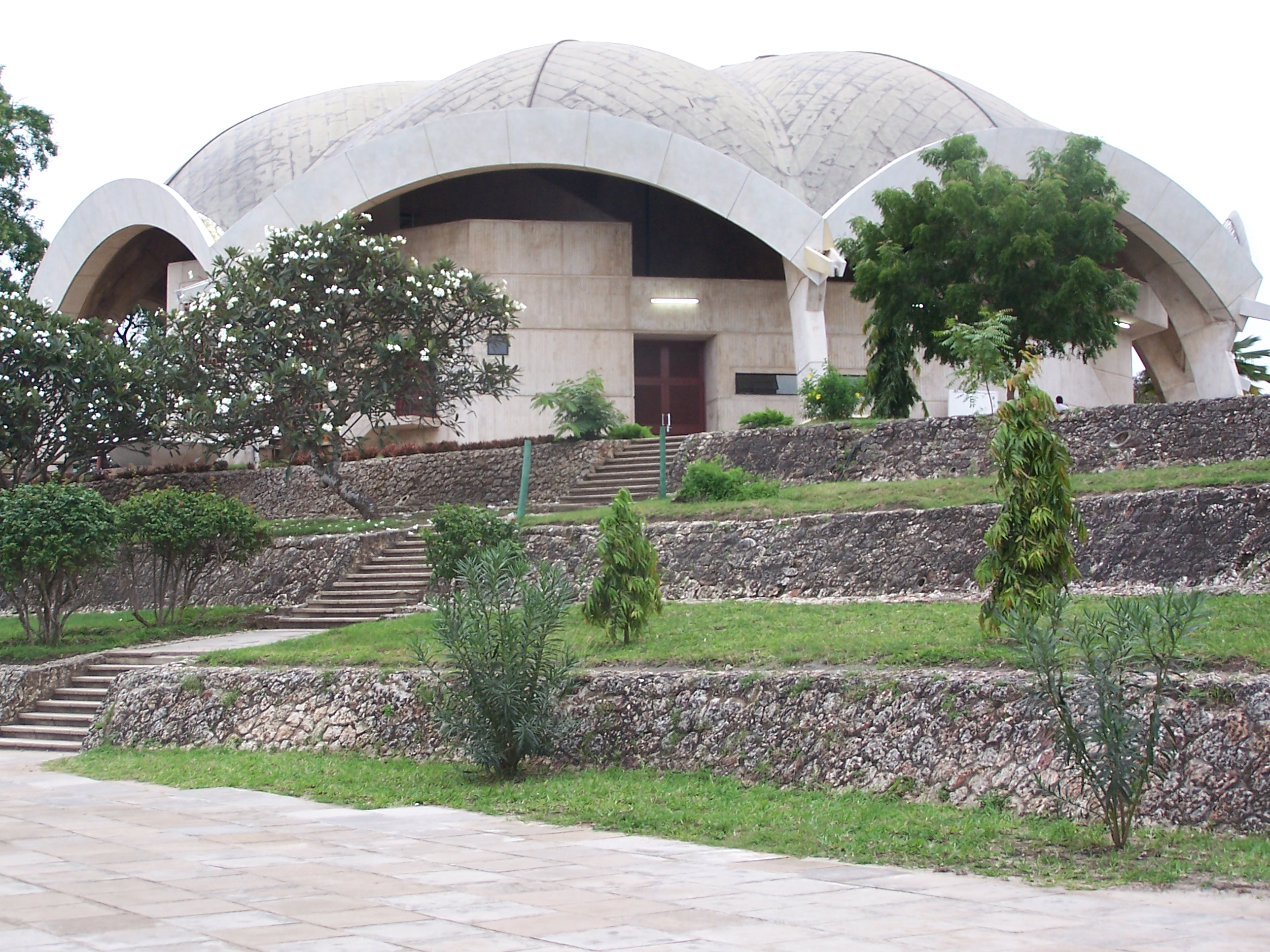

ダルエスサラーム大学（University of Dar es Salaam）は、タンザニア・ダルエスサラームにある大学。1966年創立。創立時は東アフリカ大学であったが、1970年に同大学が三分割されたのにともない、ダルエスサラーム大学として再発足した。この際三分割された大学は他にナイロビ大学（ケニア）、マケレレ大学（ウガンダ）である。

## 学部
- 大学直轄学部
  - 情報科学教育学部(FIVE)
  - 法学部
  - 芸術・社会科学部
    - 美術・舞台芸術学部 (Department of Fine and Performing Arts)

  - 商学部
  - 教育学部
  - 自然科学部
  - 水産理工学部

- 理工科大学(COET)
  - 機械・化学学部
  - 電子・コンピュータ工学部
  - 土木工学・建築環境学部

- ムクワワ大学教育大学(MUCE)
  - 教育学部
  - 自然科学部
  - 人文社会科学部

- ダルエスサラーム大学教育大学(DUCE)
  - 教育学部
  - 自然科学部
  - 人文社会学部

## 協定校になっている日本の大学
- 創価大学
- 東京学芸大学
- 明治大学
- 早稲田大学

## 著名な卒業生
- ヨウェリ・ムセベニ - ウガンダ大統領
- ジョン・ガラン - 元スーダン副大統領
- ジャカヤ・キクウェテ - 前タンザニア大統領
- ミゼンゴ・ピンダ - タンザニア首相
- ローラン・カビラ - 元コンゴ大統領
- アシャ＝ローズ・ミギロ - タンザニア元外相、国連副事務総長